# Amber Probe EP
Pour les articles homonymes, voir Amber (homonymie).
Albums de Jedi Mind Tricks
The Psycho-Social, Chemical, Biological & Electro-Magnetic Manipulation of Human Consciousness
(1997)
Amber Probe EP est le premier EP des Jedi Mind Tricks, sorti en 1996.
Les morceaux Neva Antiquated (Dark Jedi Remix), Communion: The Crop Circle Thesis et Books of Blood: The Coming of Tan apparaissent aussi sur le premier album du groupe, The Psycho-Social, Chemical, Biological & Electro-Magnetic Manipulation of Human Consciousness l'année suivante.

## Liste des titres
| No | Titre                                                                      | Durée |
| -- | -------------------------------------------------------------------------- | ----- |
| 1. | Neva Antiquated                                                            | 3:30  |
| 2. | Neva Antiquated (Instrumental)                                             | 1:15  |
| 3. | Communion: The Crop Circle Thesis (featuring The Lost Children of Babylon) | 5:04  |
| 4. | Neva Antiquated (Dark Jedi Remix)                                          | 4:33  |
| 5. | Neva Antiquated (Dark Jedi Remix) (Instrumental)                           | 1:16  |
| 6. | Books of Blood: The Coming of Tan (featuring El Eloh)                      | 3:56  |